# Queen
Queen (Куи́н; в переводе с англ. — «Королева») — британская рок-группа, добившаяся широчайшей известности в середине 1970-х годов, и одна из наиболее успешных групп в истории рок-музыки. Средства массовой информации называют группу «культовой», отмечая что она и по сей день имеет сотни миллионов поклонников. Группа выпустила пятнадцать студийных альбомов, пять концертных и многочисленные сборники. Восемнадцать хитов «Queen» занимали первые места в чартах разных стран. Каждый участник группы является автором как минимум одного хита, достигавшего вершины британского чарта. Концертные выступления группы также были признаны одними из самых ярких и значимых за всю историю рока.
Широкую известность получили и видеоклипы «Queen» за новаторство в области спецэффектов и монтажа. Снятый в 1975 году видеоклип на песню «Bohemian Rhapsody» называли ключевым в истории музыкальных видеоклипов, а его успех вдохновил развитие этой индустрии.
После смерти вокалиста Queen Фредди Меркьюри группа практически прекратила студийную деятельность: в 1997 году группа уже как трио записала новый сингл «No-One but You (Only the Good Die Young)», после чего Джон Дикон ушёл из музыкального бизнеса. В 2004 году Брайан Мэй и Роджер Тейлор возродили группу, запустив коллаборационный проект «Queen+», исполняя с приглашёнными вокалистами как проверенные хиты, так и новый материал. Первым фронтменом группы в рамках этого проекта стал блюзовый певец Пол Роджерс, с которым был записан новый студийный альбом The Cosmos Rocks, получивший смешанные отзывы фанатов и критиков. С 2011 года состав выступает с Адамом Ламбертом под названием «Queen + Adam Lambert».
В конце 2014 года вышел сборник Queen Forever, содержащий как уже известные, так и ранее не выпущенные композиции.

## Происхождение
У истоков основания группы стояли творческие эксперименты её участников: в 1964 году студенты Брайан Мэй и Тим Стаффел создали в Великобритании группу «1984», названную по одноимённому роману Джорджа Оруэлла и преобразовавшуюся в 1968 году в группу Smile. Мэй повесил объявление в «Имперском колледже», в котором говорилось, что группе требуется барабанщик для игры в стиле Митча Митчелла и Джинджера Бейкера. На него откликнулся студент-дантист Роджер Тейлор, показавшийся Мэю и Стаффелу лучшим, поразив их точной настройкой барабанов. Главным достижением группы «Smile» стало выступление на разогреве у группы Pink Floyd, но из-за напряжённой учёбы и отсутствия менеджмента весной 1970 года Стаффел покинул группу.
Мэй и Тейлор не собирались бросать музыкальную карьеру и поделились своими творческими амбициями с другом и соседом по комнате Стаффела — Фаррухом Булсарой. Он часто посещал выступления группы Smile, но Мэй и Стаффел не подозревали, что он умеет петь. Фаррух имел чёткое представление, какими должны быть выступления и сценическая работа группы. Попав в группу, он придумал для неё название — «Queen», разработал логотип и взял себе псевдоним Фредди Меркьюри. Теперь группа состояла из вокалиста-клавишника, гитариста и ударника.
Сначала бас-гитаристом был приглашён старый знакомый Тейлора по Корнуольской группе The Reaction Майк Гроуз, который выступил на первых двух концертах группы (18 июля в «Имперском колледже» и 25 июля в клубе «PJ» Труро). После его заменил одарённый бас-гитарист Барри Митчелл (Barry Mitchell) — уставший от музыкального бизнеса, он покинул группу в начале 1971 года. Лишь два выступления продержался следующий бас-гитарист группы, Даг Боги (Doug Bogie). В феврале 1971 года на лондонской дискотеке Мэй и Тейлор познакомились с уже опытным бас-гитаристом Джоном Диконом, приехавшим на учёбу в Лондон из родного города Лестера. Пройдя прослушивание, с 1 марта 1971 Дикон стал четвёртым постоянным членом группы, окончательно оформив «классический состав», который продержался почти 21 год.

## История творчества

### Queen,Queen IIиSheer Heart Attack(1973—1974)
13 июля 1973 года группа выпустила дебютный одноимённый альбом, в который была включена песня трио «Smile» «Doing All Right». Однако ставку музыканты сделали на песню «Keep Yourself Alive», выпустив её дебютным синглом (1973). Этот альбом записывался параллельно с учёбой участников группы в течение двух лет — в те моменты, когда студия звукозаписи была свободна. После выхода альбома группа отправилась в турне по Великобритании в качестве разогревающей группы для Mott the Hoople.
23 февраля 1974 года в Великобритании, США, Японии и нескольких других странах вышел новый сингл группы — «Seven Seas of Rhye», который продержался 10 недель в британских чартах и достиг 10-й строчки.
Это был первый успех группы. Queen были приглашены на телепрограмму Top of the Pops, где выступили с песней «Seven Seas of Rhye».
8 марта был выпущен второй альбом группы Queen II, который был записан в августе 1973 года в Trident Studios. Он продержался в британских чартах 29 недель и достиг 5 строчки. В США альбом вышел 9 апреля, продержался в чартах 13 недель и достиг 49 строчки.
Альбом этого же года Sheer Heart Attack дошёл до второй строчки чартов в Великобритании. Композиции альбома («Killer Queen», «Now I'm Here») относятся к хитам группы, а «Stone Cold Crazy» считается[кем?] классикой хеви-метала (позже вошла в репертуар группы «Metallica»). Группа участвовала в австралийском Sunbury Music Festival и дала первые концерты в Швеции и Финляндии. Коллектив выпустил свою первую видеозапись — на песню «Killer Queen».

### A Night at the OperaиA Day at the Races(1975—1976)
В 1975 году альбом A Night at the Opera произвёл фурор. Разные источники указывают этот альбом в числе лучших альбомов современной музыки. Альбом занял 230 строчку в списке «500 величайших альбомов всех времён по версии журнала Rolling Stone». В Англии альбом стал четырежды платиновым.
Самой известной песней этого альбома является «Bohemian Rhapsody» — длинная шестиминутная композиция, соединившая в себе элементы рок- и поп-музыки, оперы и отдельные мотивы фольклора. Стандартной в те годы считалась трёхминутная песня, но «Queen» создали шестиминутную песню и сумели отправить её в радиоэфир. Через четверть века в Великобритании её назвали песней тысячелетия. На эту песню был снят видеоклип, который, согласно опросу, организованному телефонной компанией O2, британцы назвали лучшим клипом всех времён. В клипе применены оптические спецэффекты: съёмка через шестигранную призму и дублирование лиц музыкантов. К этому же альбому были сняты клипы «You're My Best Friend» и «Love of My Life», последняя — в концертном варианте. В поддержку альбома Queen дала концерты в США, Канаде, Японии и Великобритании.
В декабре 1976 года группа выпустила альбом A Day at the Races, который стал логическим продолжением A Night at the Opera. Queen решили обойтись без помощи их сопродюсера Роя Томаса Бейкера и спродюсировали альбом самостоятельно. Альбом вызвал бурю негодования у критиков — Queen обвиняли в бесплодной попытке повторить предыдущий альбом. Брайан Мэй говорил, что все песни готовились одновременно, просто одни вышли в 1975, а другие — в 1976 году. Тем не менее A Day at the Races занял 1 место в британском хит-параде и 2 в США, а песня «Somebody to Love» стала хитом. Сокращённая версия композиции «Tie Your Mother Down» с тех пор игралась на большинстве концертов Queen. Кроме того, к «Somebody to Love» и «Good Old-Fashioned Lover Boy» были сняты клипы.
Queen решили, что должны найти время отпраздновать свои успехи и отблагодарить своих фанатов, дав грандиозный бесплатный концерт в Гайд-парке, собравший около 150 000 человек, и устроили турне по Шотландии, США, Японии и Австралии с Thin Lizzy на разогреве.

### News of the WorldиJazz(1977—1979)
В октябре 1977 года вышла пластинка News of the World, в которой Queen впервые сделали шаг от сложных гармоний арт-рока в сторону упрощения и сдержанности звучания. Этот диск принёс группе три суперхита: «We Will Rock You», «Spread Your Wings» и «We Are the Champions», но в остальном был не столь успешен, дошёл до четвёртой строчки в Великобритании и третьей в США. Группа снова выступила с концертами в Швеции и провела турне по Северной Америке и Европе.
В 1978 году вышел самый скандальный альбом группы — Jazz. Он отличается более лёгким звучанием, поэтому обвинялся критиками в «попсовости». Однако главным поводом для скандала стал клип к песне «Bicycle Race», в котором демонстрировались два десятка обнажённых девушек на велосипедах. Композиция «Mustapha», шедшая на пластинке под первым номером и представлявшая собой вокальный эксперимент Меркьюри на фарси под мощный гитарный саунд, тоже оказалась непонятой. Однако «Don't Stop Me Now» считается одной из лучших песен «Queen», написанных Фредди Меркьюри; позднее она вошла в сборник Greatest Hits. На «Fat Bottomed Girls», «Bicycle Race» и «Don’t Stop Me Now» были сняты видеоклипы. Стильная обложка альбома была навеяна рисунком на берлинской стене, которую музыканты увидели во время поездки по городу. Несмотря на критику, Jazz поднялся до второй строчки в Великобритании и до шестой в США.
В 1979 году увидел свет альбом Live Killers — концертный сборник «Queen», в который вошли концертные версии самых известных песен группы. Он вышел вместо нового студийного альбома, поскольку музыканты посвятили себя концертам. Меркьюри впервые вышел на сцену с гитарой Fender Telecaster, для того чтобы исполнить новую композицию «Crazy Little Thing Called Love», которая затем вошла в альбом The Game. Это единственная песня, в которой Меркьюри играет на гитаре. Live Killers занял 3-е место в Великобритании и 16-е в США.

### The Game,Flash GordonиHot Space(1980—1982)
С 1980 года начинается новый период в творчестве Queen. Группа постепенно отошла от глэм-рока, а Меркьюри расстался со своим прежним сценическим образом: постригся, отрастил усы.
В 1980 году вышел альбом The Game. «Play the Game», титульная песня альбома, сопровождалась несколько необычным клипом: на заднем плане в нём горит огонь, в котором впоследствии растворяются музыканты — это одно из первых применений компьютерной графики. Особенным успехом пользовалась песня Дикона «Another One Bites the Dust», запоминающаяся своей басовой партией. Эта вещь относится к несвойственному для «Queen» стилю, который можно описать как диско-фанк. Меркьюри очень любил эту песню, и весь альбом разрабатывался с учётом её характера.
В том же году Queen записали музыку к фантастическому фильму «Флэш Гордон», который был неплохо принят в Великобритании, но провалился в американском прокате. Во время записи группа впервые использовала синтезатор как доминирующий инструмент.
В 1981 году вышел сборник Greatest Hits. Вместе с Дэвидом Боуи группа записала песню «Under Pressure», которая вышла в виде сингла и достигла первой позиции как в Англии, так и в ряде других стран.
Концерт группы в Монреале был записан на 35 мм плёнку и впоследствии был издан под названием «Queen Rock Montreal».
1982 год ознаменовался грандиозными концертными турне: «Queen» дала около 70 концертов в Великобритании, Западной Европе, США, Канаде и Японии. Вышел новый альбом Hot Space, главным хитом которого стала «Under Pressure». Танцевальная стилистика альбома была раскритикована и прессой, и поклонниками. Британское телевидение сняло фильм о концерте, который в 2004 году появился под названием «Queen on Fire — Live at the Bowl».
Ряд негативных статей на рубеже 1970-х — 1980-х годов озлобили и дистанцировали группу от прессы.

### The WorksиA Kind of Magic(1983—1986)
В начале 1983 года группа ненадолго приостановила работу — все музыканты работали над сольными проектами. Меркьюри и Тейлор записывали свои сольные альбомы, Mr. Bad Guy и Strange Frontier, соответственно. Мэй выпустил мини-альбом Star Fleet Project в сотрудничестве с Эдди Ван Халеном.
В 1984 году альбом The Works занял второе место в хит-парадах Великобритании. Песня «Radio Ga Ga» возглавила хит-парады в 19 странах мира. Бурю эмоций вызвал видеоклип, снятый на песню «I Want to Break Free». Основная часть сюжета клипа разворачивается в декорациях популярнейшего британского телесериала «Coronation Street», а музыканты группы облачены в наряды женских персонажей сериала. Скандальность клипа, впрочем, не помешала самой песне стать официальным гимном Африканского Национального Конгресса. Группа выступила на фестивале «Golden Rose» в Монтрё, а запись выступления вошла в DVD «Greatest Video Hits II».
В 1985 году «Queen» приняла участие в фестивале «Rock in Rio»; позднее это выступление появилось на DVD «Live in Rio», как и сыгранный 11 мая концерт в Токио. 13 июля 1985 года группа выступила на крупномасштабном благотворительном концерте «Live Aid»; многие критики назвали это выступление лучшим в концерте; успех подарил группе второе дыхание.
В 1986 году «Queen» написала саундтрек к фантастическому фильму «Горец» и положила его в основу своего нового альбома A Kind of Magic. Альбом пользовался огромным успехом. Музыканты организовали серию концертов по всей Европе под общим названием «Magic Tour». Последний концерт тура, ставший последним для группы «живым» выступлением вместе с Меркьюри, прошёл 9 августа 1986 года в Небуорт-парке (графство Хартфордшир).
С этого года начались слухи о болезни Меркьюри. Он отрицал это, ссылаясь на свой здоровый внешний вид.
Также в 1986 году вышел фильм про самый известный концерт группы на стадионе Уэмбли в Лондоне «Queen: Live at Wembley Stadium», его срежиссировал Гэвин Тейлор, в фильме показано два выступления в поддержку альбома A Kind of Magiс.

### The Miracle,Innuendo,Made in Heaven и Queen Forever(1989—2014)
В 1989 году группа выпустила альбом The Miracle, который отличался от предыдущих работ Queen. У Меркьюри немного изменился голос, он сбрил усы (позже оброс щетиной) и стал одеваться более строго. Вместе с альбомом вышло сразу пять синглов. Выход клипов подогревал слухи о болезни Меркьюри, которые активно опровергались как музыкантами группы, так и самим Меркьюри. Титульной песней альбома стала пятиминутная композиция «The Miracle». Изменение голоса, возможно, произошло из-за непосредственного влияния болезни, но доподлинно известно, что в начале 1990 года Меркьюри бросил курить в связи с развивающейся болезнью лёгких. В сентябре 1989 года группа победила в опросе газеты «Московский комсомолец», посвящённому возможным гастролям зарубежных артистов по СССР.
В 1990 году никакой информации о группе не появлялось, все её члены сообщали, что «всё нормально», однако столь резкая смена стиля жизни и имиджа вызвала закономерное удивление и тревогу среди поклонников. «Queen» получила музыкальную премию «Brit Awards», а выход Меркьюри во время церемонии вручения стал последним его появлением на публике. Вместо традиционной речи певец просто сказал: «Спасибо, хорошего вечера» (англ. Thank you, good night).
1991 год стал последним годом фактического существования «Queen». Незадолго до смерти Меркьюри вышел альбом Innuendo («Косвенный намёк»). Многие поклонники считают его одним из наиболее выдающихся произведений «Queen». Альбом открывается песней, которая так и называется — «Innuendo». По своей композиции она напоминает «Bohemian Rhapsody» — всё те же шесть минут вместо стандартных трёх, сочетание различных музыкальных направлений. Этот трек стал ещё одним отходом от принципов: кроме отсутствия синтезаторов на всех альбомах декларировалось, что все треки исполнены[уточнить] исключительно Queen, без привлечения сессионных музыкантов. Фрагмент, обозначенный Spanish Minstrel Guitars, сыгран Стивом Хау, гитаристом Yes. На вторую песню — «I'm Going Slightly Mad» — был снят гротескный театральный чёрно-белый видеоклип с участием пингвинов и актёра, одетого в костюм гориллы.
Самой известной песней альбома стала «The Show Must Go On», в которой лирический герой задаётся вопросом о смысле существования и выражает надежду на обретение физической и душевной свободы после смерти. В её припеве при дословном переводе говорится:
Шоу должно продолжаться.
Моё сердце раскалывается,
Мой грим осыпается,
Но моя улыбка остаётся.
«The Show Must Go On» вошла в сотню лучших песен XX века и имеет огромное количество кавер-версий.
Перед самой смертью Меркьюри распорядился передать все доходы от переиздания песни «Bohemian Rhapsody» Благотворительному фонду Терренса Хиггинса по борьбе со СПИДом. Был выпущен сингл «Bohemian Rhapsody» / «These Are the Days of Our Lives» с двумя сторонами А. Это был первый в мире музыки случай, когда одна и та же песня занимала 1-е место хит-парадов дважды, в разных десятилетиях. Клип к песне «These Are the Days of Our Lives» стал последним прижизненным клипом Меркьюри. Незадолго до смерти Фредди заставил Брайана Мэя выпустить сольный сингл «Driven By You», мотивируя тем, что это самый удачный момент. 23 ноября 1991 года Фредди сообщил миру, что он действительно болен СПИДом, а ровно через день он умер в своём Кенсингтонском особняке.
20 апреля 1992 года на лондонском стадионе «Уэмбли» состоялся концерт памяти Фредди Меркьюри, организованный оставшимися музыкантами группы. В тот день на сцену вышли те, кого Меркьюри считал своими друзьями, с кем работал лично: Джо Эллиот, Джордж Майкл, Эксл Роуз, Слэш, Элтон Джон, Тони Айомми, Джеймс Хэтфилд, Роберт Плант, Дэвид Боуи, Сил, Роджер Долтри, Энни Леннокс, Лиза Стэнсфилд и любимая актриса Меркьюри — Лайза Минелли. Спайк Эдни, отыгравший на клавишных множество концертов с «Queen», назвал этот концерт «Fred Aid», напоминая о феноменальном выступлении «Queen» в 1985 году на «Live Aid».
В 1995 году вышел студийный альбом «Queen» под названием Made in Heaven («Сделано на небесах»), составленный из сессионных записей группы весны 1991 года, выполненных в студии Mountain, двух заново аранжированных композиций Меркьюри с его сольного альбома Mr. Bad Guy («Made in Heaven», «I Was Born to Love You»), одной композиции группы Роджера Тейлора The Cross («Heaven for Everyone») и некоторых композиций, до этого не выходивших в свет. «A Winter's Tale» — это последняя композиция, написанная Меркьюри, а «Mother Love» стала последней записью его вокала.
В 2014 году увидел свет сборник Queen Forever, включающий в себя одну ранее не издававшуюся песню «Let Me In Your Heart Again» с вокалом Меркьюри, а также новые версии песен «Love Kills» и «There Must Be More to Life Than This». Последняя из них включает в себя вокальный дуэт c Майклом Джексоном.

### Группа после смерти Фредди Меркьюри
После смерти Меркьюри на отдельных концертах и записях Queen солировали Джордж Майкл, Элтон Джон, Робби Уильямс, Лучано Паваротти, Дзуккеро, Анастейша, Пол Роджерс (2004—2009) и Адам Ламберт (c 2009). В 1996 году, на волне новой популярности Queen, в Италии был выпущен альбом танцевальных ремейков «Dance Traxx I», на котором хиты группы исполняли популярные представители евродэнса 90-х — Captain Jack, Scatman John, Culture Beat, Masterboy, U96, DJ BoBo и др. В 2000 году «We Will Rock You» была перезаписана вместе с группой «5ive» и добралась до 1-го места в Великобритании. А самым успешным пока является союз музыкантов с представителем британского блюз-рока Полом Роджерсом. Проект называется «Queen + Paul Rodgers. Return of the Champions».
Джон Дикон отказался от участия в Queen + Paul Rodgers, заявив: «Нет смысла продолжать. Заменить Фредди невозможно». После 1995 года он прекратил свою музыкальную карьеру, только дважды воссоединившись с группой в 1997 году: на концертном выступлении с Элтоном Джоном, а также для записи и съёмок клипа новой песни «No-One but You».
В 2002 году в Лондоне был представлен мюзикл «We Will Rock You», созданный на основе музыки «Queen». Мюзикл имел успех, был поставлен в разных странах, в частности в Москве, с октября 2004 по февраль 2005 года.
В 2006 году Брайан Мэй объявил, что вместе с Полом Роджерсом будет записан новый студийный альбом. 31 декабря 2007 года вышел новый сингл группы Say it's Not True, написанный Тейлором. Песня уже исполнялась на концертах группы, она стала первым студийным синглом группы, записанным с Полом Роджерсом. Сингл достиг 90-го места в британском чарте. Сам альбом Queen + Paul Rodgers The Cosmos Rocks вышел 12 сентября 2008 года, добравшись до 5-го места в британском альбомном чарте.
В 2008 году организован новый тур группы. Европейское турне открылось благотворительным концертом в Харькове. Концерт под названием «Life must go on!», организованный украинским Фондом Елены Франчук (Пинчук) «АНТИСПИД», прошёл вечером 12 сентября на второй по величине в Европе и седьмой в мире городской площади — Площади Свободы, и собрал самую большую, по оценкам международных экспертов, за всю историю группы аудиторию — 350 тысяч человек. Было сыграно 28 композиций. Гитарист Брайан Мэй заявил, что впервые «Queen» собрал столько людей на одном концерте, и написал в тот же день в своём блоге: «Это было первое шоу тура… Для 350 тысяч харьковчан. В это трудно поверить… Это не описка… Более четверти миллиона прекрасных жителей Харькова собрались на площади Свободы и зажгли нас! Они скандировали, смеялись, кричали и плакали… Это была встреча, которую трудно себе представить. Мы были вдохновлены, потрясены и даже порой слишком эмоциональны… Это был концерт с кучей спонтанных и временами безрассудных моментов». Вход на площадь был бесплатным, и музыканты не получили гонорара за выступление — принимающая сторона только оплатила расходы на проведение концерта и пребывание. Чтобы помочь Украине во время российского вторжения 2022 года, 19 марта Queen провели специальный показ харьковского концерта на YouTube со сбором благотворительных средств для Агентства ООН по вопросам беженцев.
15 и 16 сентября 2008 года прошли концерты «Queen + Paul Rodgers» в России, в Москве, в спортивном комплексе Олимпийский.
12 мая 2009 года Queen и Пол Роджерс объявили о том, что расстаются, хотя Роджерс не исключает возможности когда-нибудь вновь поработать с группой. 20 мая 2009 года, во время 8-го сезона телешоу American Idol, состоялось первое выступление с вокалистами Адамом Ламбертом и Крисом Алленом. 16 ноября 2009 года был выпущен ремастированный сборник Queen Absolute Greatest, который состоял из 20-ти самых больших хитов группы, за период 1973—1995 годов. Он добрался до 3-го места в альбомном чарте и был продан тиражом свыше 600 000 экземпляров только в одной Великобритании.
7 мая 2010 года Мэй и Тейлор объявили о том, что после почти 40 лет сотрудничества группа «Queen» покидает лейбл EMI. В сентябре 2010 года Брайан Мэй подтвердил факт подписания «Queen» нового контракта с Hollywood Records. Дистрибьютером всего каталога записей группы на Hollywood Records является Universal Music Group, которая с марта по сентябрь 2011 года переиздала все студийные альбомы «Queen» (за исключением альбома The Cosmos Rocks) в специальных ремастированных двухдисковых изданиях (40th anniversary remastered deluxe edition 2011), а также сборники Greatest Hits I, II и III, дополненные бонус-треками.
В октябре 2011 года участники группы сообщили о намерении выпустить новый альбом из ранее неизданных записей с вокалом Фредди Меркьюри, но позже отказались от этой идеи. 6 ноября 2011 года участники группы выступили на церемонии MTV Europe Music Awards, где в роли солиста вновь выступил Адам Ламберт. Несколько музыкальных газет опубликовали сообщения о том, что, по словам Ламберта, в 2012 году состоится его турне с группой, но позже сам Ламберт опроверг эти слухи в своём твиттере. В том же году был запущен проект Queen Extravaganza, отобравший молодых исполнителей для создания трибьют-группы, исполняющей песни Queen.
30 июня, накануне финала Евро-2012, на площади Независимости в Киеве состоялся благотворительный концерт, посвящённый борьбе со СПИДом, с участием сэра Элтона Джона и группы Queen с Адамом Ламбертом. Учитывая важность события, и сэр Элтон Джон, и группа Queen отказались от гонорара. 3 июля прошло выступление в Москве. 7 июля они также планировали выступить на фестивале Sonisphere в Небуорте, однако мероприятие было отменено. 14 июля Queen + Adam Lambert выступили с концертом в Hammersmith Apollo, в Лондоне. Позже в этом году концерт был выпущен в Японии на CD как пиратский бутлег, под названием «Queen + Adam Lambert — Still Rock In Hammersmith». 12 августа 2012 года группа выступила на церемонии закрытия Летних олимпийских игр в Лондоне, где Брайан, Роджер и Jessie J исполнили «We Will Rock You».
15 июля 2013 года было официально объявлено о новом концерте Queen + Adam Lambert 20 и 21 сентября в Лас-Вегасе.
В 2014 году был выпущен концертный альбом Live at the Rainbow '74.
В 2016 году группа провела турне по Европе и Азии в рамках Queen + Adam Lambert 2016 Summer Festival Tour. В частности в рамках этого они выступили на фестивале Isle of Wight в Англии 12 июня, где исполнили «Who Wants to Live Forever» в дань памяти жертв массовой стрельбы в ночном клубе для геев, случившейся в тот же день Орландо, во Флориде. 12 сентября группа впервые выступила в Park Hayarkon в Тель-Авиве, в Израиле, перед аудиторией в 58,000 человек. Также группа объявила о планах проведения концертов по Северной Америке в рамках Queen + Adam Lambert Tour 2017. А в рамках тура Queen + Adam Lambert Tour 2017–2018 группа гастролировала по Северной Америке летом 2017 года и в Европе в конце того же года, прежде чем выступить в Австралии и Новой Зеландии в феврале и марте 2018 года. В июле и августе 2019 года Queen + Adam Lambert выступит в Северной Америке в рамках The Rhapsody Tour. В январе 2020 года они отправились в турне по Японии и Южной Корее, а в следующем месяце — по Австралии и Новой Зеландии. 16 февраля группа впервые за 35 лет повторила свой сет периода Live Aid на концерте Fire Fight Australia на стадионе ANZ в Сиднее, чтобы собрать деньги на борьбу с пожарами в Австралии в 2019-20 годов.
Поскольку Queen не смогли отправиться в турне из-за пандемии COVID-19, 2 октября 2020 года они выпустили концертный альбом с Адамом Ламбертом. Сборник из 20 песен под названием Live Around the World содержит лично отобранные участниками группы яркие моменты из более чем 200 концертов за всю историю группы. Это первый концертный альбом с Ламбертом, который по состоянию на 2020 год отыграл с группой 218 концертов. 31 декабря 2020 года Queen выступили на японском новогоднем телешоу Kōhaku с композитором Ёсики и певицей Сарой Брайтман. В 2021 году Queen в четвёртый раз получили премию Japan Gold Disc Award (ранее они получали её в 2005, 2019 и 2020 годах) как самые популярные западные исполнители в Японии.
4 июня 2022 года Queen + Адам Ламберт открыли концерт Platinum Party at the Palace у Букингемского дворца в честь платинового юбилея королевы. Исполнив сет из трех песен, они открыли его песней «We Will Rock You», которая была представлена в комедийном ролике, где королева Елизавета II и медвежонок Паддингтон постукивали своими чайными чашками в такт песне.
Ранее не звучавшая песня Queen с вокалом Меркьюри «Face It Alone», записанная более тридцати лет назад и первоначально считавшаяся Мэем и Тейлором «несохранившейся», была выпущена 13 октября 2022 года, а ещё пять песен — «When Love Breaks Up», «You Know You Belong to Me», «Dog With a Bone», «Water» и «I Guess We’re Falling Out» — будут выпущены 18 ноября 2022 года в составе бокс-сета The Miracle Collector’s Edition.
В июне 2024 г. группа продала свой музыкальный каталог рекорд-лейблу Sony Music Entertainment за 1 млрд ф. с.

## Музыкальный стиль
Историки рок-музыки относят Queen к категории хард-рока и глэм-рока, характерного для 1970-х. Их часто сравнивали с такими современниками, как Led Zeppelin, Дэвид Боуи, Roxy Music. Queen начинали как традиционная хард-рок-группа, однако эксперименты привносили в их музыку элементы далёких от рока направлений. Как отмечает критик Филип Аусландер, некоторые песни Queen «граничили с претензией на джаз или классическую музыку». Публицист Стив Динсдейл в статье для The Rough Guide to Rock называет музыку Queen «комбинацией хард-рока, умно построенных альбомов; „коммерческих“ мелодий и мощного визуального образа».
Яркой особенностью звучания группы является хор из всех её участников, который стал визитной карточкой группы. Наиболее удачное звучание этого хора есть в альбомах A Night at the Opera и A Day at the Races. Другой яркой чертой группы являются различные многоголосные партии для одного человека (например, для песни «Bohemian Rhapsody» Меркьюри записывал свой голос 180 раз).

## Влияние
Queen повлияла на таких исполнителей как Ben Folds Five, Blind Guardian, Def Leppard, Dream Theater, Extreme, Foo Fighters, Frankie Goes to Hollywood, Guns N' Roses, Helloween, Judas Priest, Kansas, Кэти Перри, Keane, Iron Maiden, Manic Street Preachers, Marilyn Manson, Metallica, Megadeth, Джордж Майкл, Мика, Muse, My Chemical Romance, Panic at the Disco, Queensrÿche, Radiohead, Робби Уильямс, Стив Вай, Styx, Sweet, The Ark, The Darkness, The Smashing Pumpkins, Trivium.

## Состав группы

### Текущий состав
- Брайан Мэй — гитары, вокал, клавишные (с 1970)
- Роджер Тейлор — ударные, вокал, перкуссия, гитары, клавишные (с 1970)

### Бывшие участники
- Фредди Меркьюри — вокал, фортепиано, клавишные (1970—1991; его смерть)
- Джон Дикон — бас-гитара, гитары, клавишные, бэк-вокал (1971—1997)

### Приглашённые вокалисты, участвующие в проекте «Queen +…»
- Пол Роджерс — ведущий вокал, ритм-гитара, клавишные (2005—2009)
- Адам Ламберт — ведущий вокал (с 2011)

### Концертные участники
- Спайк Эдни — клавишные, ритм-гитара, бэк-вокал (с 1984)
- Нил Фэйрклаф — бас-гитара, бэк-вокал (с 2011)
- Тайлер Уоррен — перкуссия, ударные, бэк-вокал (с 2017)

### Бывшие концертные музыканты
- Морган Фишер — клавишные, фортепиано (1982)
- Фред Мендел — клавишные, фортепиано (1982)
- Дэвид Гросман — бас-гитара, иногда бэк-вокал (1997—2004)
- Джейми Мозес — ритм-гитара, бэк-вокал (1998—2009)
- Дэнни Миранда — бас-гитара, бэк-вокал (2005—2009)
- Руфус Тайгер Тейлор — перкуссия, ударные, бэк-вокал (2011—2017)

### Участники группы ранних лет
- Майк Гроуз — бас-гитара (1970; умер в 2019 году[107])
- Барри Митчелл — бас-гитара (1970—1971)
- Дуг Боги — бас-гитара (1971)

## Дискография
Студийные альбомы
- Queen (1973)
- Queen II (1974)
- Sheer Heart Attack (1974)
- A Night at the Opera (1975)
- A Day at the Races (1976)
- News of the World (1977)
- Jazz (1978)
- The Game (1980)
- Flash Gordon (1980)
- Hot Space (1982)
- The Works (1984)
- A Kind of Magic (1986)
- The Miracle (1989)
- Innuendo (1991)
- Made in Heaven (1995)

## Видеография
В видеографию группы входят сборники видеоклипов, записи с концертов и т. п. видео.

## Достижения
- В 2000 году в результате опроса, в котором приняло участие свыше 190 тысяч человек, «Bohemian Rhapsody» была названа лучшей песней тысячелетия, опередив «Imagine» Джона Леннона. Десятое место в этом хит-параде заняла песня «Under Pressure»[108].
- В 2001 году группа была введена в Зал славы рок-н-ролла[109].
- 2002 год. Книга рекордов Гиннесса: лучший сингл Великобритании за 50 лет («Bohemian Rhapsody»).
- В 2005 году 3500 любителей музыки[каких?] поставили Фредди Меркьюри на второе место в списке лучших вокалистов всех времён и народов, Брайан Мэй занял седьмое место в рейтинге лучших гитаристов, Роджер Тейлор стал восьмым среди ударников[110].
- В 2006 году сборник Greatest Hits был признан самой продаваемой пластинкой Великобритании. В общей сложности в стране было продано 5,4 миллиона копий[111].
- В 2006 году сборник Greatest Hits был признан самым часто скачиваемым альбомом в iTunes Store. В целом скачано 2,27 миллиона раз[58].
- В 2007 году более 20 тысяч слушателей BBC выбрали «Queen» лучшей британской рок-группой всех времён[112].
- Песня «We Are the Champions» признана самой популярной в мире (опрос проводился компанией Sony Ericsson, в нём приняли участие свыше 700 тысяч человек из разных стран)[8].
- Группа «Queen» получила звезду на аллее славы в Голливуде за достижения и вклад в области музыки.
- Группа получила почётный Грэмми в 2018 году «за музыкальные достижения всей жизни[113]».

## Логотип
Фредди Меркьюри, который имел специальность дизайнера, создал для группы собственный логотип незадолго до выпуска первого альбома. На нём изображены знаки зодиака всех музыкантов группы: два льва с коронами на головах, обозначающих знаки Льва Джона Дикона и Роджера Тейлора, краб, символизирующий Рака Брайана Мэя и две феи, которые обозначают знак Девы самого Меркьюри. Львы стоят по бокам большой красной буквы «Q», внутри которой находится корона, на букве лежит краб. Возле львов находятся феи. Над всеми фигурами возвышается симург, изображённый в стиле британской геральдики с крыльями с шипами, символизирующий власть над небом и землёй. Логотип напоминает собой Королевский герб Великобритании.
Логотип часто использовался группой. Практически все обложки альбомов украшены им как с внутренней стороны, так и с внешней. Также он находился на бас-барабане всех концертов группы до тура к альбому Jazz и на концерте памяти Фредди Меркьюри «The Freddie Mercury Tribute Concert» (также над сценой находился гигантский Симург с герба).

## Queen в кино
Музыка Queen звучит во многих кинофильмах, снятых как при жизни Фредди Меркьюри, так и после его смерти. Впервые песня Queen в фильме прозвучала в 1978 году в фильме «FM» , производственной комедии о работе музыкальной радиостанции. Новой тогда песне «We Will Rock You» нашлось место среди других хитов, звучащих в эфире радио Q-SKY.
Первой работой группы специально для кино в 1980 стал саундтрек к фильму «Флэш Гордон», получивший статус номерного альбома группы. В 1986 группа записывает восемь песен для другого фантастического фильма «Горец». Шесть из них впоследствии вошли в альбом A Kind of Magic, а песня «Princes of the Universe» стала основной темой «Горца» в формате сериала. Песня «We Are The Champions» много раз звучала в фильмах про спорт, однако впервые в кино она прозвучала в ироническом ключе в кинокомедии «Месть полудурков» 1984 года. Во многих спортивных фильмах звучит и песня «We Will Rock You». Обе они используются в фильме 2001 года «История рыцаря», где роль спорта играют рыцарские турниры. В ряде фильмов, так или иначе касающихся дружбы, звучит композиция Queen «You’re My Best Friend».
Песня «Bohemian Rhapsody» играет ключевую роль в начале кинокомедии «Мир Уэйна» 1992 года, после выхода этого фильма на экраны песня вернулась, спустя 17 лет после своего появления, в верхние строчки хит-парада Billboard. Этому исполнению знаменитой песни Queen посвящали специальные материалы такие издания, как журнал Rolling Stone.

### В фильме «Богемская рапсодия»
В 2018 году на экраны вышел байопик «Богемская рапсодия». Саундтрек фильма (выпущенный в виде отдельного диска Bohemian Rhapsody: The Original Soundtrack) вошло 22 песни группы Queen, среди которых — главные хиты коллектива разных лет. Использованы старые записи группы, некоторые — прошедшие ремастеринг в 2011 году.